# Girl Loves Me
Girl Loves Me is een nummer van Britse muzikant David Bowie, uitgebracht als de vijfde track op zijn laatste studioalbum Blackstar, uitgebracht op 8 januari 2016. In de nasleep van Bowie's overlijden twee dagen later piekte het nummer op nummer 87 in de Nederlandse Single Top 100 en nummer 146 in de UK Singles Chart.

## Achtergrond
Het nummer is opvallend omdat er woorden in het Polari en het Nadsat in voorkomen, waarbij de laatste een fictionele taal is bedacht door Anthony Burgess, die hij gebruikte in zijn roman A Clockwork Orange uit 1962.

## Hitnoteringen

### Nationale Hitparade top 50 /Single Top 100
| Hitnotering: 16-01-2016 | Hitnotering: 16-01-2016 | Hitnotering: 16-01-2016 | Hitnotering: 16-01-2016 |
| Week:                   | 1                       |                         |                         |
| ----------------------- | ----------------------- | ----------------------- | ----------------------- |
| Positie:                | 87                      | uit                     |                         |